# ای‌ان‌اف لمورو ۱۹۰
ای‌ان‌اف لمورو ۱۹۰ (به انگلیسی: ANF_Les_Mureaux_190) یک هواگرد ملخ‌پیشین تک‌موتوره از نوع جنگنده سبک ساخت شرکت ANF Les Mureaux است. هواگرد ای‌ان‌اف لمورو ۱۹۰ نخستین پروازش را در ژوئیه ۱۹۳۶ میلادی انجام داد. در مجموع، تعداد ۱ فروند از این هواگرد ساخته شده‌است.